# Anopheles smithii
Anopheles smithii är en tvåvingeart som beskrevs av Theobald 1905. Anopheles smithii ingår i släktet Anopheles och familjen stickmyggor. Inga underarter finns listade i Catalogue of Life.